# Павел Мончивода
Па̀вел „Бейби“ Мончиво̀да (на полски: Paweł „Bejbi“ Mąciwoda, роден на 20 февруари 1967 във Величка) е полски бас китарист, който се присъединява към „Скорпиънс“ през 2003 г. като басист. Официално става част от групата на 10 януари 2004.

## Биография
Мончивода е роден Полша. Започва да свири на бас китара полу-професионално на 15 години. В по-младите си години се ражда името му „Baby“. През 80-те е част от jass fusion групата Little Egoists, с които издава първия си албум, наречен Радио Величка.
През 1990 заминава за САЩ с групата Urszula&Jumbo и остава там, за да свири в американски групи. През 1991 се мести във Флорида, където свири в група Genitorturers. По-късно свири и в други групи в Ню Йорк и Чикаго. През 1996 прави своя група Section 31 заедно с Adam Holzman и издават албум Time Traveler.
През 2001 се връща в Полша, където работи с групи Oddział Zamknięty, Funk de Nite, Redkot, LAPd, Virgin Snatch.
През октомври 2003 година за първи път свири със Скорпиънс, като на 20.12.2003 участва за пръв път на концерт с тях. Официален член на групата е от 10 януари 2004.